# Nebulosa Crescente
A Nebulosa Crescente (também conhecida como NGC 6888, Caldwell 27, Sharpless 105) é uma nebulosa de emissão localizada na constelação de Cygnus, a cerca de 5.000 anos-luz de distância. Foi descoberta por William Herschel em 1792. É formada pelo rápido vento estelar (cerca de 4.800.000 km/h) da estrela Wolf-Rayet WR 136 (HD 192163), colidindo com o vento que se desloca mais lentamente (cerca de 32.000 km/h) ejetado pela estrela quando ela se tornou uma gigante vermelha por volta de 250.000 a 400.000 anos e o energizando. O resultado da colisão é uma concha e duas ondas de choque, uma se movimentando para fora e a outra para dentro. A onda de choque se movendo para dentro aquece o vento estelar a temperaturas que emitem em raio-X.